# Tolkamer War Cemetery

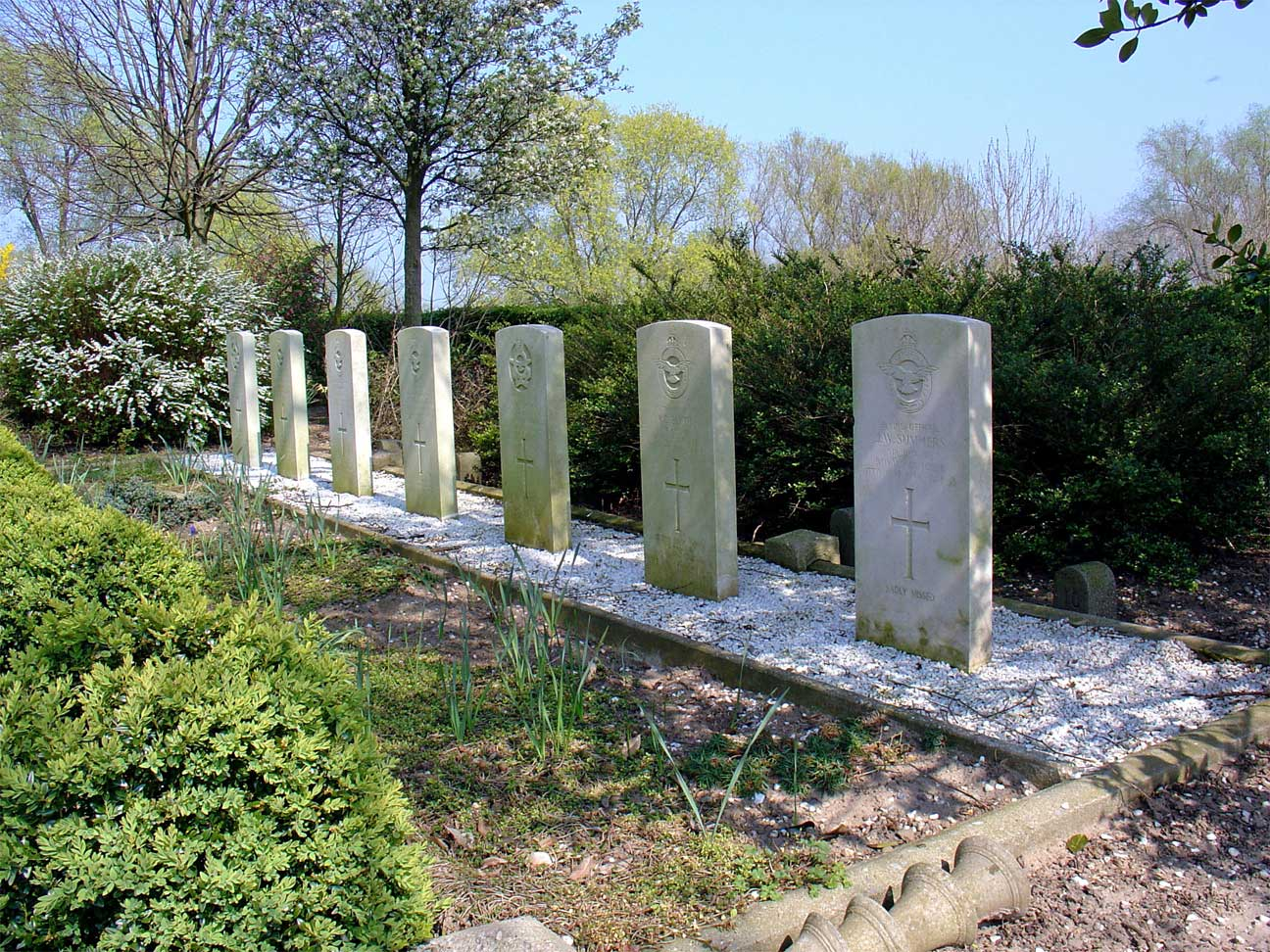
Tolkamer War Cemetery

Tolkamer War Cemetery is een kleine militaire begraafplaats aan de Bijlandseweg (aan de noordoever van de Rijn) ten westen van de Nederlandse plaats Tolkamer.
Op de begraafplaats liggen acht doden uit de Tweede Wereldoorlog begraven die in de nabijheid zijn aangespoeld.
Ze zijn afkomstig uit landen van het Gemenebest.
Vijf van hen waren vliegeniers van het 640 Squadron van de Royal Air Force, gesneuveld op 17 juni 1944.
Twee waren vliegeniers van de Royal Canadian Air Force, eveneens gesneuveld op 17 juni 1944.
De achtste is een Canadese soldaat waarvan de identiteit onbekend is.
| Naam                       | Rang              | Onderdeel                         | Overleden  | Leeftijd |
| -------------------------- | ----------------- | --------------------------------- | ---------- | -------- |
| Leslie Eric Basford        | Sergeant          | Royal Air Force Volunteer Reserve | 1944-06-17 | 23       |
| Kenneth Digby Blyth        | Sergeant          | Royal Air Force Volunteer Reserve | 1944-06-17 | 34       |
| Douglas Newlands Cameron   | Flying officer    | Royal Canadian Air Force          | 1944-06-17 | 21       |
| John William Collyer       | Flying Officer    | Royal Canadian Air Force          | 1944-06-17 | 31       |
| David Henry Hooper         | Sergeant          | Royal Air Force Volunteer Reserve | 1944-06-17 | 19       |
| John William Summers       | Flying Officer    | Royal Air Force Volunteer Reserve | 1944-06-17 | 38       |
| Benjamin Reginald Robinson | Flight Lieutenant | Royal Air Force Volunteer Reserve | 1944-06-17 | 30       |

De Commonwealth War Graves Commission is verantwoordelijk voor de begraafplaats.